# John Burns

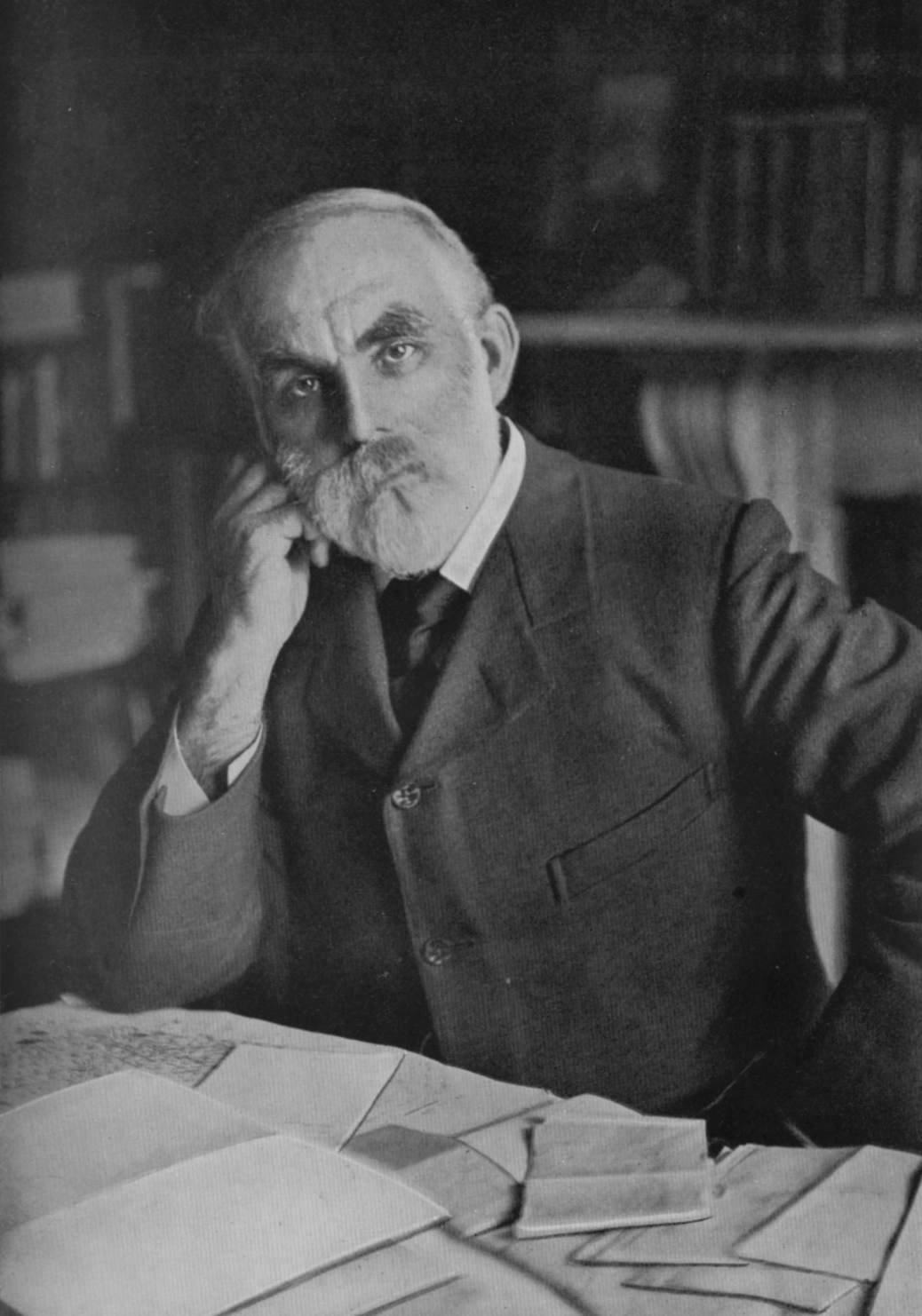
John Burns.

John Elliot Burns, född den 20 oktober 1858, död den 24 januari 1943, var en brittisk politiker.
Burns, som ursprungligen var maskinarbetare, fick tidigt intresse för den socialistiska rörelsen, och anslöt sig 1884 till Socialdemocratic federation. Sin insats inom arbetarrörelsen gjorde Burns inom fackföreningsrörelsen. Han var en av de ledande krafterna i Amalgamated engineers trade union, tills han genomdrev, att endast kroppsarbetare fick sändas till kongresserna. År 1889 ledde han tillsammans med Ben Tillet den stora dockstrejken i London. 
Burns invaldes samma år i London County council och utförde där ett betydelsefullt arbete för att förbättra de kommunalanställda arbetarnas villkor. Sitt arbete för arbetarklassens höjande fortsatte han, när han 1892 invaldes i underhuset. Burns anslöt sig dock inte till Labour Party utan närmade sig det liberala partiet. År 1905 inträdde han i Henry Campbell-Bannermans ministär som president of the local governements board, vilken post han innehade i över 8 år, då han övertog handelsdepartementet. Han avgick samma år då han ogillade Englands deltagande i kriget.